# Antonino De Stefano (storico)
Antonino De Stefano (Vita, 1880 – Palermo, 1964) è stato un medievista italiano.

## Biografia
Entrò giovanissimo in seminario prima a Monreale e poi al Pio Romano dove studiò filosofia e teologia insieme a Angelo Roncalli. Divenne sacerdote nella diocesi di Trapani nel 1903, proseguendo poi gli studi in Svizzera e Germania. Manifestò entusiasmo per il modernismo e per questo lasciò l'abito talare nel 1913. Aderì al movimento interventista nel 1915 e fu corrispondente del Figaro.
Docente di Storia medievale, dal 1924 insegnò all'ateneo di Bologna. Dal 1936 al 1956 fu all'università di Palermo. I suoi studi sui normanni in Sicilia e sull'età federiciana sono tuttora punto di riferimento per gli studiosi.
Ericino d'adozione, fu sindaco di Erice dal 1956 al 1960.
A lui è intitolata la scuola media situata in via fratelli Aiuto, alle pendici del Monte Erice.
De Stefano ricoprì la carica di Presidente della Società siciliana di storia patria, dal 1949 al 1964.

## Opere
- Traditores, 1902
- Edizione critica di La Nobla Leiçon (La nobile lezione, poemetto medievale valdese in lingua provenzale), 1909; nuova ed. a cura di Carlo Papini, Torino, 2003
- Arnaldo da Brescia e i suoi tempi, (1921)
- Federico II e le correnti spirituali del suo tempo, 1922
- L'idea imperiale di Federico II, Firenze 1937; 2 ed. Bologna 1952; 3 ed. Parma 1978
- Federico III d'Aragona re di Sicilia (1296-1337), Palermo 1937; 2 ed. Bologna 1954
- La cultura in Sicilia nel periodo normanno, Palermo 1937; 2 ed. Bologna 1956
- La cultura alla corte di Federico II imperatore, Palermo 1938
- Riformatori ed eretici del Medioevo, Palermo 1938
- Correnti politiche al tramonto del Medio Evo, 2 voll., ibid. 1948-1949
- Muccusex, la cultura del ghetto del Medio Evo, 2 voll., ibid 1949-1950